# Hermisende
Hermisende ist ein nordwestspanischer Ort und eine Gemeinde (municipio) mit 216 Einwohnern (Stand: 2024) im Osten der Provinz Zamora der Autonomen Gemeinschaft Kastilien-León. Die Gemeinde besteht neben dem Hauptort Hermisende aus den Ortschaften Castromil, Castrelos, San Ciprián und La Tejera.

## Lage
Hermisende liegt in der kastilischen Hochebene in einer Höhe von etwa 855 m. Die Provinzhauptstadt Zamora ist etwa 98 Kilometer (Fahrtstrecke) in südöstlicher Richtung entfernt. Das Klima im Winter ist durchaus kalt, im Sommer dagegen warm bis heiß, Regen (1201 mm/Jahr) fällt verteilt übers ganze Jahr.

## Bevölkerungsentwicklung
| Jahr      | 1970 | 1981 | 1991 | 2001 | 2011 | 2021 |
| Einwohner | 848  | 683  | 530  | 445  | 321  | 214  |

## Sehenswürdigkeiten

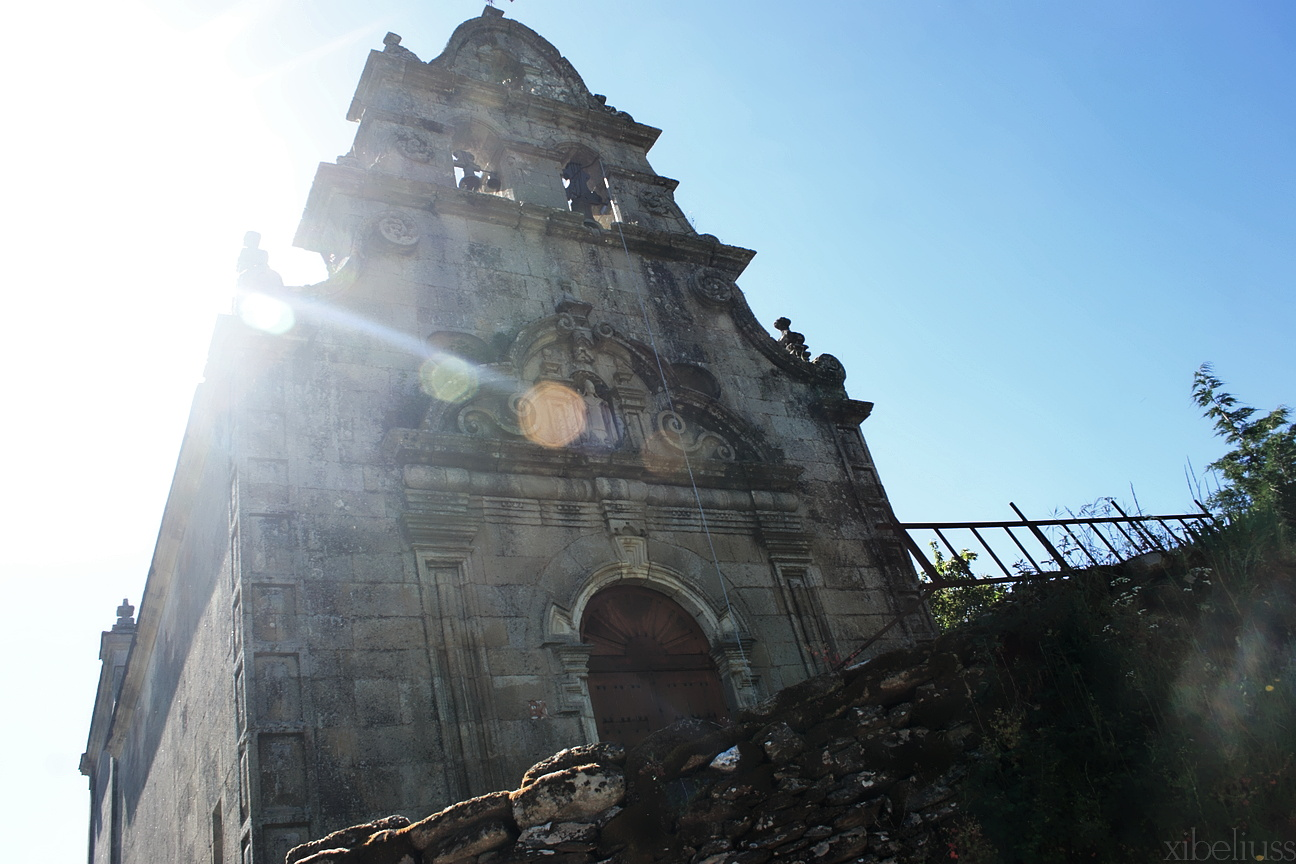
Cyprianuskirche
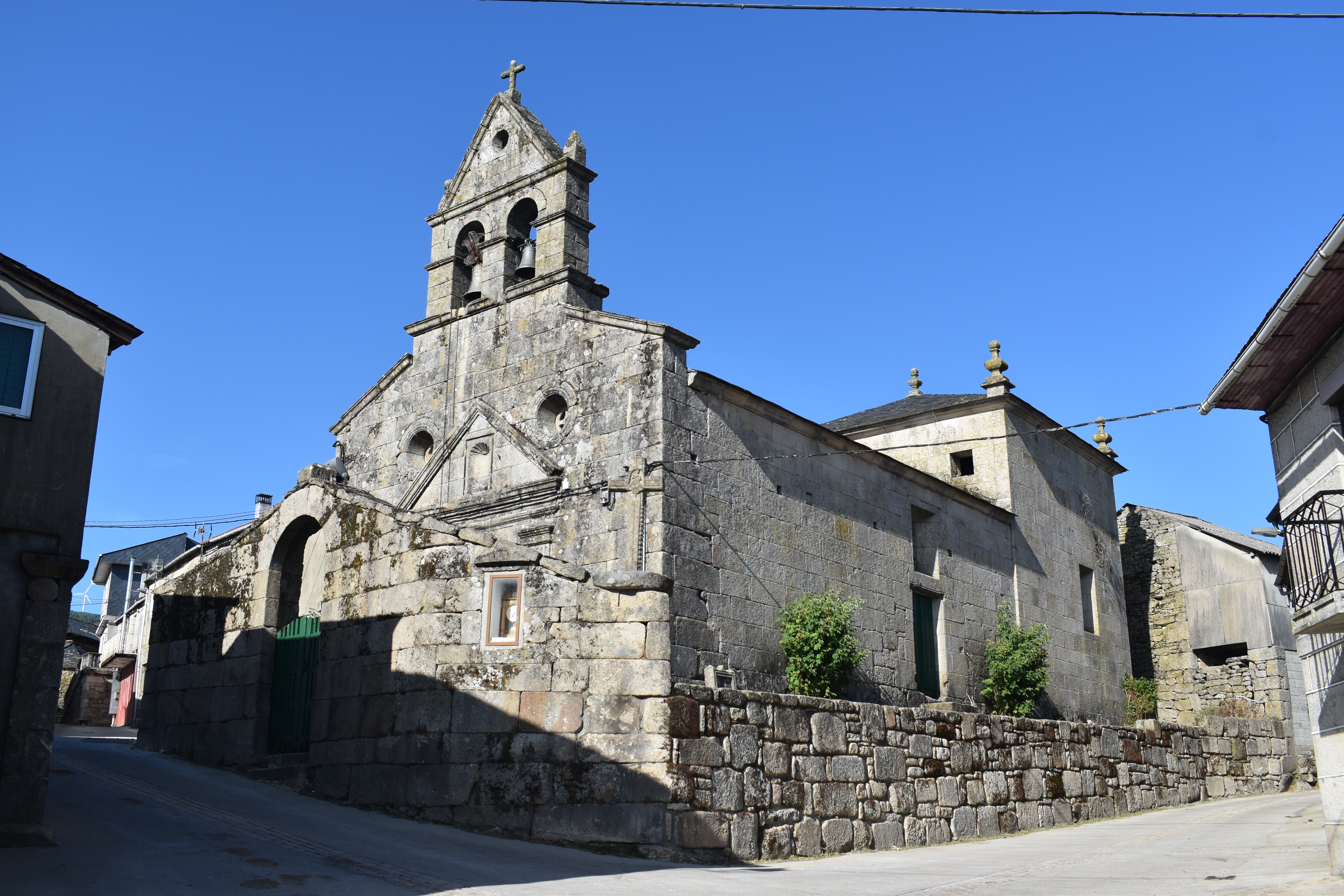
Marinenkirche in Castromil

- Cyprianuskirche
- Marinenkirche